# 威爾伯·伍德
小威爾伯·佛瑞斯特·伍德（英語：Wilbur Forrester Wood Jr.，1941年10月22日—），為前美國職棒大聯盟的投手，他生涯曾效力於紅襪、海盜與白襪等隊。

## 職業生涯

### 波士頓紅襪
1961年春訓，伍德就在第一次上場連續送出3次三振。不過他並未開季就登上大聯盟，他先在小聯盟拿下8勝5敗，繳出3.15的防禦率後，才在6月30日登上大聯盟。他的初登板後援4局失2分，並送出3次三振。該年他出賽6場比賽，1次先發，繳出5.54的防禦率。
1962年，伍德幾乎都在小聯盟。該年他在1A拿下15勝，防禦率2.84。後來他在9月重返大聯盟，先發7.2局失3分無關勝敗。
1963年，他先從3A開季，並拿下5勝，防禦率1.12。紅襪也在6月初將他拉進先發輪值，不過伍德卻連吞4敗，這也導致他被迫移往牛棚。整季他吞下5敗，防禦率3.76。
1964年，伍德開季出賽4場比賽，防禦率高達17.47。然而他在小聯盟卻投出15勝8敗，防禦率2.30。不過紅襪也已經對他失去信心，最後他在9月初被海盜簽下。

### 匹茲堡海盜
1964年10月2日，伍德先發9局失2分，不過海盜也只拿下2分。最後伍德在10局上保送失分，儘管他投出大聯盟生涯首場完投，但依舊沒能拿下勝投。
1965年，伍德終於迎來第一個完整球季。他在8月29日終於拿下大聯盟首勝，整季他拿下1勝1敗，防禦率3.16。
1966年，伍德沒能擠進先發輪值內，他也在此時考慮退休。但他仍決定留在小聯盟，並在3A拿下14勝8敗，繳出2.41的防禦率。10月12日，海盜將伍德交易到海盜，換來Juan Pizarro。

### 芝加哥白襪

#### 成為後援
加入白襪後，伍德直接成為球隊的長中繼。而他也開始學習蝴蝶球，來試著延續他的職棒生涯。他在上半季繳出1.51的防禦率，隨著Jim O'Toole的受傷和John Buzhardt表現下滑，伍德也獲得先發機會。他在7月先發拿下3勝，不過8月吞下2敗，之後就變回後援投手。整季他拿下4勝2敗，防禦率2.45。
1968年，他刷新了投手單季出賽82場的紀錄，將紀錄推向88場。該年他拿下13勝12敗，防禦率1.87，還拿下16次救援成功。最後他在MVP票選上拿下第25名。
1969年，伍德正式定位為後援投手。 整季他拿下10勝11敗，防禦率3.01，並拿下15次救援成功。隔年他拿下9勝13敗，防禦率2.81。

#### 邁入巔峰
1971年，新任總教練Chuck Tanner想讓伍德擔任先發，不過總經理拒絕了，並想將伍德交易到天使，但天使並不想要這筆交易。春訓期間，投手Joe Horlen弄斷他的腿，這也導致球隊必須將伍德拉到先發位置。伍德在5月先發拿下3勝，還在5月22日投出生涯首次完投完封勝。當時先發投手的平均休息天數為3天，不過伍德的休息天數僅有2天，這也讓他累積大量的出賽紀錄。他在上半季拿下9勝5敗，防禦率1.69，還首度入選明星賽。該年他拿下22勝排在美聯第三，防禦率1.91為美聯第二。而他的WAR值11.5更是史上第四高。
1972年，伍德擔任開幕戰先發投手。這年他再度入選明星賽，整季拿下24勝17敗，防禦率2.51。他在賽揚獎票選上拿下第二名，MVP票選第七名，並拿下勝投王。
1973年，伍德曾在13場先發中拿下12勝，期間還連續3場先發投出完投完封勝。該年他拿下24勝20敗，是1916年的華特·強森後，再度拿下至少20勝20敗的投手。這年他連莊勝投王，並在MVP票選拿下第五名。
1974年，伍德開季表現慢熱，不過他透過觀看投球影片調整動作來改善自己的狀況。該年他拿下20勝19敗，防禦率3.60。這四年他一共拿下90勝，是全大聯盟最多，但他也吞下69敗。
1975年，伍德的表現逐漸沒有像之前那麼宰制，該年他拿下16勝20敗，防禦率4.11。他也在這年自1970年來首度投不到300局。

#### 生涯後期
1976年5月9日，伍德被強襲球打到手，他在隔日進行手術，剩餘球季報銷。這年他只有拿下4勝3敗，防禦率2.24。這個事件讓他在心中留下陰影，他投球開始害怕強襲球飛過來。這也反映在他的成績上，他從1977年8月後的防禦率高達7.02。整季他只拿下7勝8敗，防禦率4.99。
1978年，在拿下5勝5敗後，伍德連續拿下5勝。他在7月13日面對洋基完投9局僅失1分，不過後面連吞5敗。這年他拿下10勝10敗，防禦率5.20。他的合約在這年結束，但他在自由市場上已乏人問津，因此宣布退休。

## 生涯投球成績
| 勝投 | 敗投 | 防禦率 | 出賽場次 | 先發 | 完投 | 完封 | 投球局數 | 安打 | 失分 | 自責分 | 全壘打 | 保送 | 三振 | 暴投 | 觸身球 |
| ---- | ---- | ------ | -------- | ---- | ---- | ---- | -------- | ---- | ---- | ------ | ------ | ---- | ---- | ---- | ------ |
| 164  | 156  | 3.24   | 651      | 297  | 114  | 24   | 2684.0   | 2582 | 1130 | 965    | 209    | 724  | 1411 | 72   | 63     |

## 個人生活
伍德在1963年結婚，並育有3名子女。其中他的大女兒是一位網球選手。退休後，伍德在魚市場做了5年買賣。除此之外，伍德還會從事園藝與下廚。

## 外部連結
- 球員資訊和成績在MLB ，ESPN，Retrosheet ，Baseball Reference ，Baseball Reference (Minors) ，Fangraphs，The Baseball Cube （英文）
- 威爾伯·伍德在台灣棒球維基館上的頁面（繁體中文）